# Asbach (Malgersdorf)
 Asbach ist ein Ortsteil der Gemeinde Malgersdorf im niederbayerischen Landkreis Rottal-Inn.

## Geografie
Die Einöde liegt auf offener Flur, etwa 1,6 km westlich von Malgersdorf an der Kreisstraße PAN 50.